# Trachea kawadai
Trachea kawadai là một loài bướm đêm trong họ Noctuidae.